# کسنوفانس
کسنوفانس،یا گزنوفانس یا زنوفانس (به یونانی: Ξενοφάνης)، (به انگلیسی: Xenophanes) خداشناس و منتقد الهیات یونان باستان، شاعر، فیلسوف و منتقد اجتماعی اهل یونان باستان بود که به سبب شکاکیت تمام عیاری که به دین یونانی داشت، شهرت دارد.

## زندگی
کسنوفانس در حدود سال ۵۷۰ پیش از میلاد در شهر کولوفون (Colophon - Κολοφώνιος) از شهرهای ایونیا متولد شد. پدرش دِکسیوس (dexios) یا به قولی دیگر اورثومِنِس (orthomenes) بود.
پس از تصرف کولوفون توسط ایرانیان در زمان کوروش کبیر، کسنوفانس وطن خویش را ترک کرد. او بسیار سفر کرد و در جهانگردی‌های خود هزینه زندگی را به عنوان آنچه یونانیان راپسودوس (Rhapsodos)، یعنی راوی شعرهای هومروس می‌نامیدند، بدست می‌آورد. وی شاعری توانا بود که اندیشه‌های خود را که رنگ فلسفی نیز داشتند، در قالب شعر ریخت. کسنوفانس در حدود سال ۴۸۰ پیش از میلاد درگذشت.

## آثار
او شعرهایی به نام سیلّوی (silloi) یا هجونامه‌ها داشته‌است که قطعاتی از آن در دست است. شعری به نام «دربارهٔ طبیعت» (περι φυσεως) نیز به وی نسبت داده شده‌است که قطعاتی از آن نیز باقی است. حماسه‌هایی هم درباب تأسیس کولوفون و الئا به او نسبت داده‌اند، که اگر این نسبت درست باشد در این صورت او قدیمی‌ترین شاعر یونانی است که اوضاع جاری زمانش را مطرح کرده‌است.

## دیدگاه‌ها

### نقد چندخدا پرستی
اهمیت کسنوفانس، بیش از هر چیز در این است که تفکر فلسفی، یعنی جستجوی آزادانه در راه حقیقت را، که سنت معنوی فیلسوفان میلتوس بود، برای نخستین بار در زمینهٔ دیگری به کار انداخت و آن تفکر عقلی دربارهٔ عقاید دینی و اجتماع و سنت‌های کهن آن بود. او نخستین متفکر یونانی است که به نظام تاریخی خدایان و سنتهای دینی زمانش حمله می‌کند. او انسان‌گونه‌انگاری (Anthropomorphism) موجود در اشعار هومر و هسیود را نقد کرد و بر آنان خرده گرفت.
کسنوفانس به خدایان المپ و اسطوره‌های یونانی باور نداشت. می‌گفت اگر شیران خدایی می‌داشتند، خدای خود را به شکل شیر می‌ساختند؛ همچنان که خدایان مردم حبشه سیه چرده و پهن بینی اند و تراکییاییها خدایان خود را موبور و چشم آبی تصور می‌کنند. کسنوفانس می‌گفت در واقع یک خدا هست و او نیز هیچ شباهتی به انسان ندارد. در نتیجه، حتی اگر باور داشته باشیم زندگی اندیشهٔ همین خدای یکتاست، باز نمی‌توان او را تعریف کرد.
چند پاره در این باب:
- پاره ۱۱: هومروس و هسیودوس همه چیزهایی را به خدایان نسبت داده‌اند که در میان آدمیان مایه ننگ و سرزنش است: دزدی، زنا و فریب دادن یکدیگر.
- پاره ۱۴: اما میرندگان (آدمیان) پندارند که خدایان زاییده شده‌اند و مانند ایشان جامه، آواز و پیکر دارند.

- پاره ۱۵: اما اگر گاوان، اسبان و شیران دست می‌داشتند و با دست‌هایشان نقاشی می‌کردند و مانند مردمان می‌توانستند کارها انجام دهند، اسبان شکل‌های خدایان را همانند اسب‌ها و گاوان همانند گاوان نقش می‌کردند و پیکر آنان را درست همانند تن‌هایی که خود دارند، می‌ساختند.

پاره نوشتی از ارسطو پیرامون نظرات کسنوفان :
"کسنوفان می گوید از آنجایی که تنها یک خدا هست، وجودش همه جا یکسان است. همه می بیند و همه می شنود و سایر حس ها را نیز دارد. که اگر غیر این بود بخش هایی از خدا فرمان می راندند و بخش هایی از او فرمان می بردند که ناممکن است. پس از آنجایی که همه جایش یکسان است باید مانند کره باشد. زیرا چنین نیست که اینجا باشد و آنجا نباشد و از هر سو یکسان است."

### هستی‌شناسی
در میان یونانیان پسین، او به عنوان بنیادگذار مکتب الئا شهرت دارد، مکتبی که نخستین کوشش برای تأسیس هستی‌شناسی براساس منطق قیاسی و دقیق در آن شکل گرفت. علت اینکه او را مؤسس این مکتب دانسته‌اند شباهت‌های موجود بین آراء هستی‌شناسانه او و اصحاب مکتب الئا به ویژه پارمنیدس است. اما گرچه او را بنیان‌گذار مکتب الئا و استاد پارمنیدس دانسته‌اند، این تنها یک احتمال است و حتی نگاه غالب این است که کسنوفانس مؤسس مکتب الئا نیست بلکه پارمنیدس را مؤسس آن می‌دانند. کسنوفانس خدا و جهان را یکی دانست و از این رو می‌توان او را وحدت وجودی دانست. او همه چیز را (کل وجود را) واحد، کروی، بی تغییر و متناهی می‌دانست.
عقیده او در مورد کیهان این است که کیهان را جسمی کروی، زنده، آگاه و اله می‌داند که خودش علت حرکات و تغییرات درونی خود است. او به تکوین کیهان عقیده نداشت و کیهان را ازلی می‌دانست. یکی از بحث‌های مهم و پر مناقشه که در مورد کسنوفانس مطرح است این است که آیا او خاک را به عنوان آرخه در نظر گرفته‌است یا خیر.
"کسنوفان می گوید که هیچ چیز پدید نمی آید و نابود هم نمی شود . جا به جا نمی شود و "تمامیت" (کیهان) ، یکپارچه و خالی از دگرگونیست ."
مهمترین پاره در این باب پاره زیر است: پاره ۲۷: همه چیز از خاک به وجود می‌آید، همه چیز در خاک پایان می‌یابد. با وجود چنین پاره‌ای، عده‌ای به اینکه او خاک را آرخه دانسته‌است تصریح کرده‌اند و عده‌ای مانند ارسطو معتقدند که اساساً کسی خاک را به عنوان آرخه مطرح نکرده‌است و با تفسیر از پاره ۲۷ و شواهدی دیگر آرخه بودن خاک در نزد وی را نفی می‌کنند. با وجود تمام بحث‌ها به نظر می‌رسد که در مجموع می‌توان کسنوفانس را قائل به آرخه بودن خاک دانست.

### طبیعت‌شناسی
کسنوفانس معتقد بود که ما بر سطح رویین زمین ایستاده‌ایم و سطح زیرین آن تا بی‌نهایت امتداد دارد. گویا این نظر را در مقابل تالس که زمین را شناور بر آب می‌دانست و آناکسیماندروس که زمین را معلق در مرکز عالم می‌دانست، مطرح کرده‌است.
کسنوفانس در مورد اجرام آسمانی این دیدگاه را داشت که تمام اجرام آسمانی، همچنین شهاب‌ها و رنگین کمان‌ها، به واقع ابرهایی نورانی (یا آتشین) هستند. این ابرها از بخارات دریا حاصل می‌شوند و به این ترتیب همه پدیده‌های آسمانی از سطح زمین ناشی می‌شوند.
"خورشید هر روز از گرد هم آمدن شعله های کوچکی به وجود می آید . زمین بدون انتهاست و نه با آسمانها و نه با هوا (نظریه انکسیمنس) در بر گرفته نشده است و خورشید ها و ماه های بیشماری وجود دارند ."
"کسنوفان اهل کلوفون مسیر خودش را میرفت که از راه آنهایی که پیشتر ذکر شد (طالس ، انکسیمندر ، انکسیمنس) دور شد . او نه پدید آمدن را به طور کامل کنار گذاشت نه نابودی را . بلکه بر این باور بود که یگانگی کیهان در هر سو همانند . او می گوید اگر چیزی پدید بیاید نباید قبل از این وجود داشته باشد و چیزی که "نیست" ، نمی تواند هم پدید بیاید و هیچ چیز از چیزی که "نیست" به وجود نمی آید . او معتقد بود که حواس بشری قابل اتکا نیستند و علاوه بر آن خرد را نیز نکوهش می کرد (!) و همچنین می گوید که خاک پیوسته و کم کم پایین می رود و جا برای دریا باز میکند . همچنین می گوید که خورشید از گرد هم آمدن شعله های کوچک بسیار پدید آمده ."
جالب‌ترین بخش طبیعت‌شناسی او اشاره ایست که او به بقایای سنگ شده جانوران می‌کند. کسنوفانس با اشاره به فسیلهای یافت شده برخی از جانوران آبزی در خشکی‌ها و حتی کوه‌ها، این نتیجه را می‌گیرد که زمین زمانی کاملاً پوشیده از آب بوده‌است. در تاریخ شناسایی طبیعت، این نخستین بار است که به این پدیده اشاره می‌شود. همچنین او اعتقاد داشت که دریا طی یک فرایند دوری بار دیگر بر خشکی غلبه می‌کند و به این شکل تمدن بشری از بین می‌رود و دوباره از نو پدید می‌آید.

### معرفت‌شناسی
کسنوفانس دربارهٔ امکان رسیدن به معرفت نظری کاملاً شکاکانه داشت. می‌پنداشت پی بردن به واقعیت جهان، ورای توانایی اندیشهٔ انسان است و اگر آدمی به تصادف حقیقتی را بیان کند، رویدادی اتفاقی بیش نیست و او هیچ راهی در اختیار ندارد تا بداند به راستی حقیقت بوده‌است یا خیر.
در باب معرفت‌شناسی چند پاره از او در دست است. مهمترینشان عبارتند از:
- پاره ۳۴: کسی نبوده‌است و هرگز نخواهد بود که دربارهٔ خدایان و آنچه من دربارهٔ همه چیز می‌گویم، به یقین چیزی بداند؛ زیرا اگر هم اتفاق افتد که کسی حقیقت کامل را بر زبان آورد، خودش هچ چیز از آن نمی‌داند. اما همه می‌توانند پنداری بسازند.
- پاره ۳۵: بگذار همین پنداشته شده‌ها، چیزهایی همانند حقیقت (تلقی شوند).

اولین تمایز روشن بین دانش و پندار به عنوان دو چیز جدا از یکدیگر را می‌توان در پاره ۳۴ کسنوفانس مشاهده کرد. تمایزی که تأثیرش در فیلسوفان بعدی از جمله هراکلیتوس و پارمنیدس کاملاً مشهود است. او رسیدن به یقین و حقیقت را ناممکن می‌داند و معتقد است که اگر هم حقیقتی گفته شود صرفاً از سر اتفاق است. سپس او از آنجا که رسیدن به یقین و حقیقت را منتفی می‌داند پاره ۳۵ را مطرح می‌کند که به نوعی یک مسامحه معرفت‌شناختی است.